# FC 위트레흐트

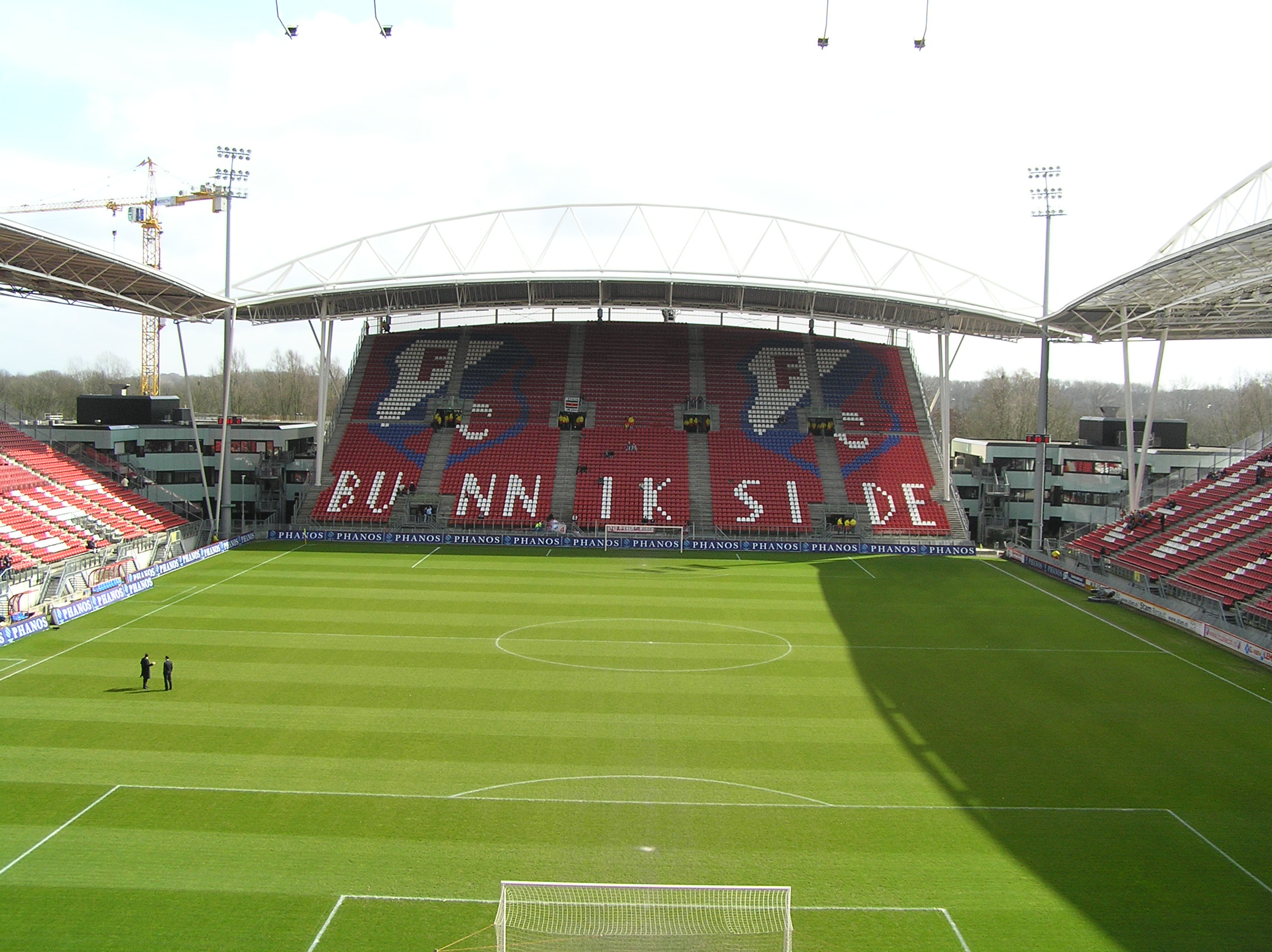

FC 위트레흐트(네덜란드어: FC Utrecht)는 네덜란드의 축구 클럽으로 1970년 7월 1일에 위트레흐트를 연고로 세 클럽의 통합으로 창단되었다. 창단에 참가한 세 클럽은 DOS, Elinkwijk, Velox이다. 위트레흐트는 1980년대에 UEFA컵에 모습을 자주 보였으나 1991-92시즌을 끝으로 한동안 유럽무대에서 사라졌다가 10년 만인 2001-02시즌의 UEFA컵에 모습을 드러내었다.
현 클럽의 전신인 DOS 위트레흐트는 1958년에 리그 우승을 차지한 적이 있다. 위트레흐트는 KVNB 컵 3회 우승 (1985, 2003, 2004)을 기록하고 있다. 그리고 2004년에는 요한 크루이프 실드 우승을 차지하기도 했다. 위트레흐트는 1996년부터 시작된 요한 크루이프 실드 우승 팀 가운데 전통의 세 강호 (아약스, PSV, 페예노르트)를 제외한 유일한 우승 팀이다. 또한 네덜란드 에레디비시에서 전통의 세 강호를 제외하고 강등되지 않은 유일한 팀이다. 이는 위트레흐트가 설립시기가 다른 팀보다 늦어서 그렇게 되었다는 이유도 있다.

## 역대 우승기록
- 에레디비시

우승 (1): 19581
- KVNB 컵

우승 (3): 1985, 2003, 2004
- KVNB 컵 준우승

우승 (2): 1982, 2002
- 요한 크루이프 실드

우승 (1): 2004
1 DOS 위트레흐트 때 우승한 기록

## 선수 명단

### 현역
참고: FIFA 자격 규정에 따라 소속된 국가대표팀 국기를 표시합니다. 선수는 복수의 FIFA 비회원국 국적을 가지고 있을 수 있습니다.
| 번호 | 포지션 | 국적 | 이름              |
| ---- | ------ | ---- | ----------------- |
| 6    | MF     |      | 오스카 프라울로   |
| 19   | FW     |      | 앤서니 데스코트   |
| 20   | FW     |      | 요앤 캐슬린       |
| 21   | MF     |      | 팩스턴 아론슨     |
| 22   | FW     |      | 미구엘 로드리게스 |

| 번호 | 포지션 | 국적         | 이름            |
| ---- | ------ | ------------ | --------------- |
| 91   | FW     | 코트디부아르 | 세바스티앵 알레 |

## 역대 감독
| 감독          | 임기        |
| ------------- | ----------- |
| 에릭 텐 하흐  | 2015 ~ 2017 |
| 딕 아드보카트 | 2018 ~ 2019 |